# Giải Nobel
Giải thưởng Nobel, hay Giải Nobel (phát âm tiếng Thụy Điển: [noˈbɛl], tiếng Thụy Điển: Nobelpriset, tiếng Na Uy: Nobelprisen), là một tập các giải thưởng quốc tế được tổ chức trao thưởng hằng năm kể từ năm 1901 cho những cá nhân đạt thành tựu trong lĩnh vực vật lý, hoá học, y học, văn học, kinh tế và hòa bình; đặc biệt là giải hoà bình có thể được trao cho tổ chức hay cho cá nhân. Vào năm 1968, Ngân hàng Thụy Điển đưa thêm vào một giải về lĩnh vực khoa học kinh tế, theo di chúc của nhà phát minh người Thụy Điển Alfred Nobel năm 1895. Từ năm 1901 đến năm 2020, các giải thưởng Nobel và giải thưởng về Khoa học Kinh tế được trao tặng 603 lần cho 962 người và tổ chức. Do một số cá nhân và tổ chức nhận giải Nobel nhiều hơn một lần, tổng cộng có 962 cá nhân (905 nam và 57 nữ) và 25 tổ chức đã nhận giải này.
Kết quả đoạt giải được công bố hằng năm vào tháng 10 và được trao (bao gồm tiền thưởng, một huy chương vàng và một giấy chứng nhận) vào ngày 10 tháng 12, ngày kỷ niệm ngày mất của Nobel. Giải Nobel được thừa nhận rộng rãi như là giải thưởng danh giá nhất một người có thể nhận được trong lĩnh vực được trao.
Giải Nobel Hòa bình được trao thưởng ở Oslo, Na Uy, trong khi các giải khác được trao ở Stockholm, Thụy Điển.
Viện Hàn lâm Khoa học Hoàng gia Thụy Điển trao giải Nobel Vật lý, giải Nobel Hóa học và giải Nobel Kinh tế; Hội Nobel ở Karolinska Institutet trao giải Nobel Sinh học và Y học; Viện Hàn lâm Thụy Điển trao giải Nobel Văn học; và giải thưởng Nobel Hòa bình được Ủy ban Nobel Na Uy (gồm 5 thành viên do Quốc hội Na Uy bầu ra ) trao tặng thay vì một tổ chức của Thụy Điển.
Các giải Nobel không bắt buộc phải được trao hàng năm, nhưng ít nhất phải được trao một lần cho mỗi 5 năm. Số tiền của giải thưởng mỗi năm một khác. Mỗi người đoạt giải nhận được một huy chương vàng, một chứng chỉ và một khoản tiền được Quỹ Nobel quyết định. Vào thời điểm năm 2020, mỗi giải thưởng trị giá 10.000.000 SEK (1,144 triệu USD, hoặc 968.000 €). Giải khi đã trao thì không bao giờ bị tước. Giải chỉ trao cho những người còn sống, không truy tặng. Tuy nhiên, nếu người đoạt giải mất sau khi công bố giải và trước khi nhận giải, giải vẫn sẽ được trao. Mặc dù tỷ lệ số người nhận trên mỗi giải có thay đổi, Giải Nobel được trao cho tối đa 3 người mỗi năm.

## Lịch sử

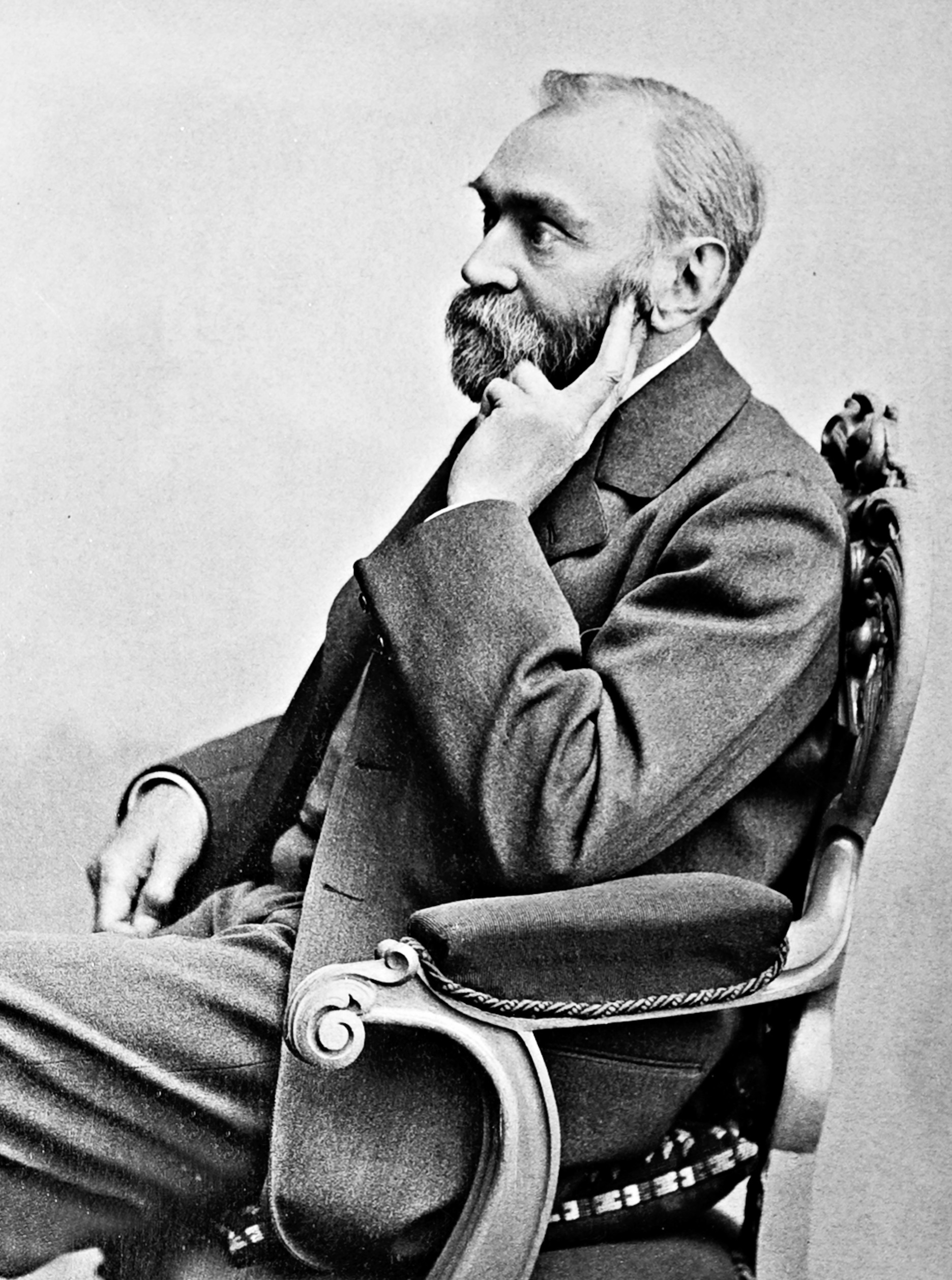
Alfred Nobel – người đã để lại di chúc thành lập Quỹ Nobel và giải thưởng mang tên ông.

Alfred Nobel sinh ngày 21 tháng 10 năm 1833 ở Stockholm, Thụy Điển, trong một gia đình toàn kỹ sư. Ông là một nhà hóa học, kỹ sư, và nhà phát minh. Năm 1894, Nobel mua sắt thép và nhà máy Bofors, tại đó ông đã trở thành một nhà sản xuất vũ khí lớn. Nobel cũng phát minh ra ballistite. Sáng chế này là tiền thân của nhiều vật liệu nổ không khói dùng trong quân đội, đặc biệt là bột chất nổ không khói của người Anh. Do tuyên bố bằng sáng chế của mình, Nobel cuối cùng đã tham gia vào một vụ kiện vi phạm bằng sáng chế về chất nổ không khói. Ông tích lũy được một tài sản khổng lồ trong suốt cuộc đời của mình, hầu hết số tiền bắt nguồn từ 355 phát minh của ông, trong đó có phát minh thuốc nổ (dynamite) là nổi tiếng nhất.
Khi người anh Ludvig của ông qua đời vào năm 1888, nhiều bài cáo phó đã nhầm lẫn và viết về cái chết của Alfred Nobel trong khi ông vẫn còn sống. Bản cáo phó trên một tờ báo Pháp viết Le marchand de la mort est mort (Nhà buôn cái chết đã chết) và tiếp tục viết, "Tiến sĩ Alfred Nobel, người đã trở nên giàu có sau khi phát minh ra cách thức giết con người nhanh chóng hơn bao giờ hết, đã qua đời ngày hôm qua." Bài viết này khiến Nobel bất ngờ và làm ông lo ngại về việc ông sẽ được ghi nhớ ra sao sau khi ông chết. Nó đã khiến ông muốn thay đổi di chúc của mình.
Ngày 10 tháng 12 năm 1896, Alfred Nobel đã chết trong biệt thự của ông ở San Remo, Ý vì xuất huyết não, thọ 63 tuổi, 8 năm sau bản cáo phó nhầm lẫn trên. Trong bản di chúc gây bất ngờ lớn cho công chúng thời đó, Nobel đã ghi rằng tài sản của ông sẽ được sử dụng để tạo ra một loạt các giải thưởng cho những người trao "lợi ích lớn nhất cho nhân loại" trong vật lý, hóa học, hòa bình, sinh học, y học và văn học. Alfred đã dành 94% trị giá tài sản, 31 triệu SEK (khoảng 186 triệu USD, 150 triệu € tính theo thời giá 2008) và lấy lãi hàng năm để lập nên 5 giải Nobel cho "những ai, trong năm mà giải sẽ được trao, đã đưa đến những lợi ích tốt nhất cho con người.".
Di chúc của ông ghi rõ:
Tất cả tài sản còn lại của tôi được thực hiện như sau đây:
Số tiền vốn sẽ được người thực hiện di chúc đầu tư vào các nguồn an toàn và lập nên quỹ, và lợi nhuận nói trên được chia thành các giải thưởng cho những ai trong những năm trước khi nhận giải đã phục vụ tốt cho nhân loại. Lợi nhuận nói trên được chia ra làm 5 giải thưởng bằng nhau, chia ra như sau: một phần cho người có phát hiện hay phát minh quan trọng nhất trong lĩnh vực vật lý, một phần cho người có phát hiện và phát triển quan trọng nhất trong hóa học; một phần cho người có phát hiện quan trọng nhất trong lĩnh vực sinh lý học hay y học; một phần cho người đã sáng tạo ra trong lĩnh vực văn chương tác phẩm nổi bật nhất với khuynh hướng lý tưởng hóa; và một phần cho người đã đóng góp nhiều nhất hay tốt nhất cho tình anh em giữa các dân tộc, cho sự xóa bỏ hay giảm thiểu quân đội thường trực và cho sự giữ gìn và tăng tình hữu nghị giữa các nước.
Giải thưởng cho vật lý và hóa học sẽ do viện Hàn lâm Thụy Điển trao tặng; cho sinh lý học hay y học do viện Caroline ở Stockholm; cho văn chương do viện Hàn lâm Stockholm; và cho người đóng góp vì hòa bình do ủy ban 5 người được Quốc hội Na Uy bầu. Trong di chúc của tôi có nói rõ ràng rằng giải được trao không phân biệt quốc gia của người nhận, vì thế người xứng đáng nhận giải nhất sẽ nhận giải, dù cho người đó có là người Scandinavi hay không.
Do sự nghi ngờ về tính chân thực của bản di chúc này, đến ngày 26 tháng 4 năm 1897 bản di chúc mới được Tòa án Na Uy chấp nhận. Chấp hành di chúc của Nobel, Ragnar Sohlman và Rudolf Lilljequist đã lập ra Quỹ Nobel (Nobel Foundation) để quản lý tài sản của Nobel và tổ chức các giải thưởng của quỹ.
Hướng dẫn của Nobel tạo ra một Ủy ban Nobel Na Uy trao giải Nobel Hòa bình, các thành viên của Ủy ban này đã được bổ nhiệm ngay sau khi di chúc đã được phê duyệt trong tháng 4 năm 1897. Không lâu sau đó, các tổ chức trao giải thưởng khác đã được chỉ định hoặc thành lập, bao gồm: Karolinska Institutet vào ngày 7 tháng 6, Học viện Thụy Điển vào ngày 9 tháng 6, và Viện Hàn lâm Khoa học Hoàng gia Thụy Điển vào ngày 11 tháng 6. Quỹ Nobel đã đạt được một thỏa thuận về tiêu chí trao các giải thưởng, và đến năm 1900, các tiêu chí trao giải của Quỹ Nobel đã được vua Oscar II ban hành chính thức. Năm 1905, các liên minh cá nhân giữa Thụy Điển và Na Uy đã bị giải tán. Sau đó, Ủy ban Nobel của Na Uy chịu trách nhiệm cho việc trao giải Nobel Hòa bình và các tổ chức Thụy Điển chịu trách nhiệm trao các giải còn lại.

### Quỹ Nobel

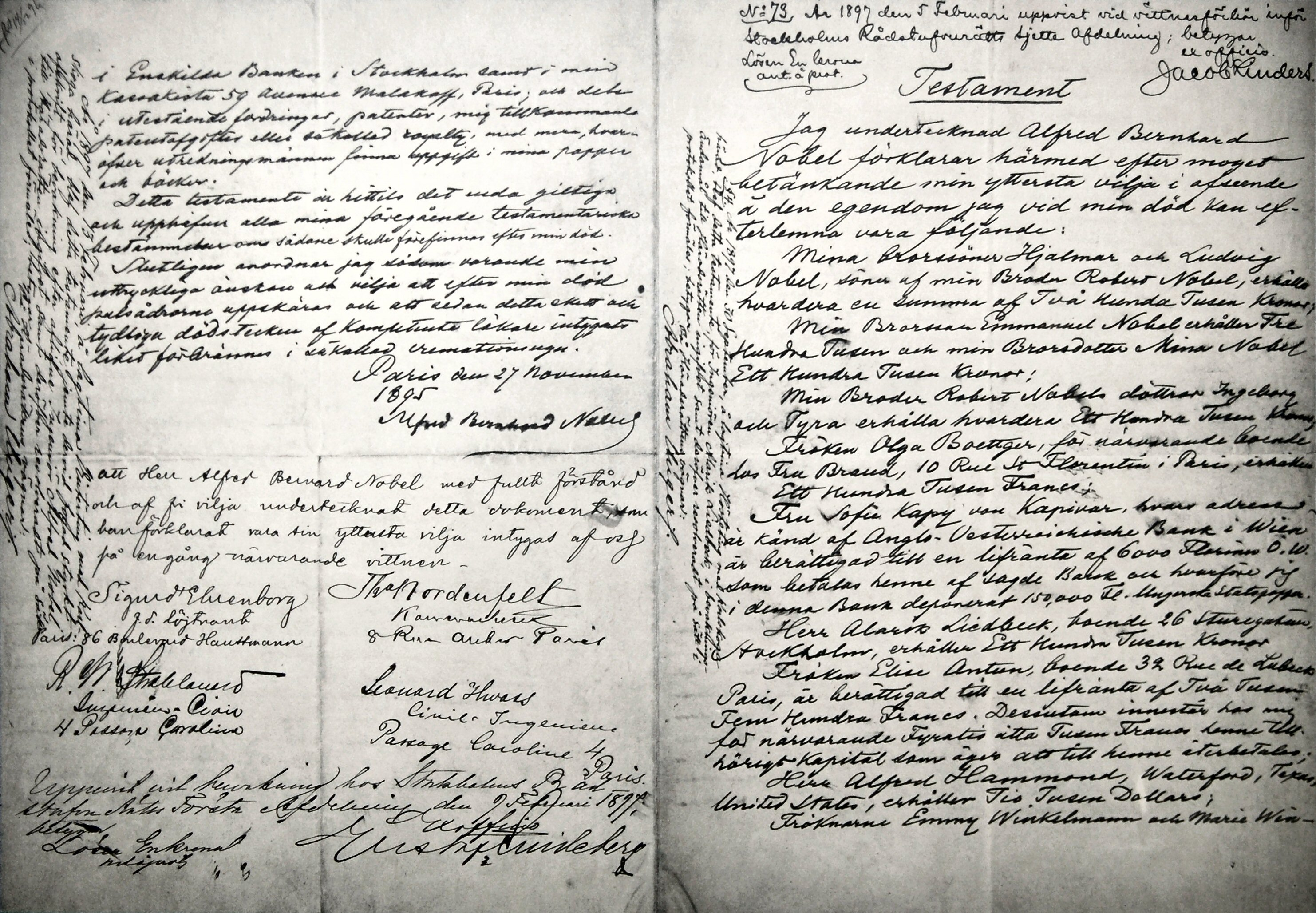
Di chúc của Alfred Nobel yêu cầu sử dụng 94% tài sản của ông để trao các giải Nobel.

Quỹ Nobel được thành lập như một tổ chức tư nhân vào ngày 29 tháng 6 năm 1900. Chức năng của nó là quản lý tài chính và quản trị các giải thưởng Nobel. Tuân thủ theo di chúc của Nobel, nhiệm vụ chính của Quỹ là quản lý các tài sản Nobel để lại. Robert và Ludwig Nobel đã tham gia vào việc kinh doanh dầu ở Azerbaijan và theo nhà sử học Thụy Điển E. Bargengren, người truy cập các tài liệu lưu trữ của gia đình Nobel, "việc quyết định cho phép rút tiền của Alfred từ Baku đã trở thành yếu tố quyết định cho phép Quỹ Nobel được thành lập". Một nhiệm vụ quan trọng của Quỹ Nobel là quảng cáo các giải thưởng này trên bình diện quốc tế và giám sát các thủ tục liên quan đến giải thưởng. Quỹ không được tham gia vào quá trình lựa chọn người đoạt giải Nobel. Quỹ Nobel tương tự như một công ty đầu tư với việc đầu tư tiền Nobel để lại để tạo ra một nguồn tài chính vững chắc cho các giải thưởng và các hoạt động hành chính. Quỹ Nobel được miễn các loại thuế ở Thụy Điển (từ năm 1946) và các loại thuế đầu tư tại Hoa Kỳ (từ năm 1953). Từ những năm 1980, đầu tư của Quỹ đã có lợi nhuận nhiều hơn và tính đến 31 tháng 12 năm 2007, Quỹ Nobel kiểm soát các tài sản có giá trị lên tới 3.628 tỷ kronor Thụy Điển (khoảng 560 triệu USD).
Theo luật, Quỹ bao gồm một hội đồng quản trị của năm công dân Thụy Điển hay Na Uy, với trụ sở tại Stockholm. Chủ tịch Hội đồng quản trị được Vua Thụy Điển bổ nhiệm, với bốn thành viên khác do ủy thác của các tổ chức trao giải thưởng bổ nhiệm. Một giám đốc điều hành được lựa chọn trong số các thành viên hội đồng quản trị, Phó giám đốc được Vua Thụy Điển bổ nhiệm, và hai phó chủ tịch được bổ nhiệm do người được ủy thác. Tuy nhiên, kể từ năm 1995, tất cả các thành viên của hội đồng quản trị được lựa chọn bởi các ủy viên quản trị; Giám đốc điều hành và các Phó Giám đốc chỉ định bởi chính hội đồng quản trị. Cũng như hội đồng quản trị, Quỹ Nobel được tạo thành từ các tổ chức trao giải (Viện Hàn lâm Khoa học Hoàng gia Thụy Điển, Đại hội đồng Nobel tại Viện Karolinska, Viện Hàn lâm Thụy Điển, và các Ủy ban Nobel Na Uy), người được ủy thác của các tổ chức trên, và các kiểm toán viên.

## Huy chương Nobel
Huy chương Nobel làm bằng 150 gram vàng 18 ca-ra chạm hình Alfred Nobel. Mặt sau của tấm huy chương giải Nobel Vật lý và Hóa học là hình một phụ nữ để ngực trần.
Một số tấm huy chương Nobel đã được chủ nhân mang ra bán đấu giá. Tấm huy chương Nobel Hòa bình được bán rẻ nhất trong đấu giá đó là của Aristide Briand, người Pháp đã có đóng góp lớn trong năm 1926 vào cuộc hoà hợp ngắn ngủi Đức – Pháp. Năm 2008 huy chương Nobel này được bảo tàng Ecomusée của Saint-Nazaire mua về với khoản tiền 12 nghìn euro. Khá hơn một chút, huy chương Nobel Hoà bình của người Anh William Randal Cremer vinh danh năm 1903 đã bán với giá 17.000 đô la tại một cuộc đấu giá năm 1985.

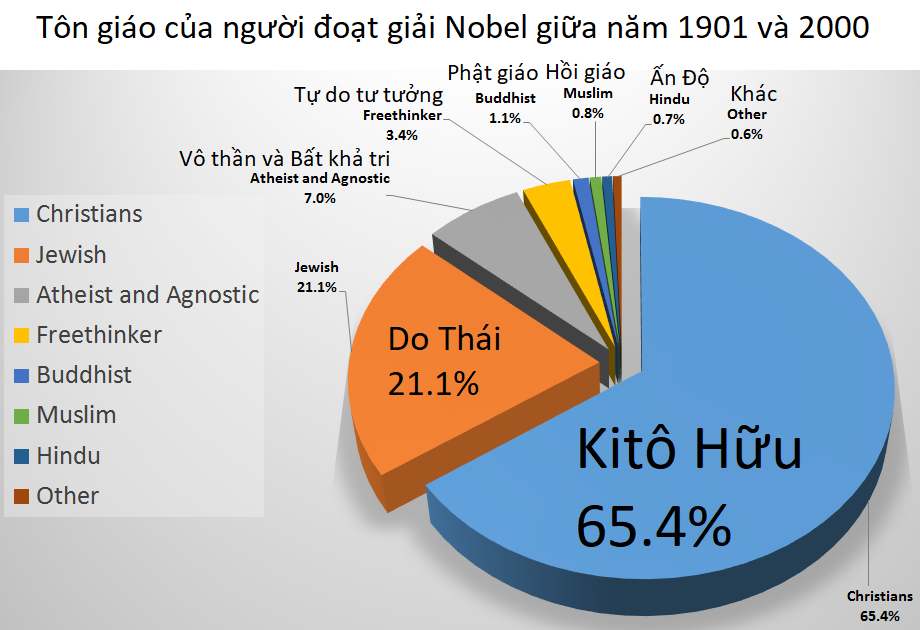
Tôn giáo của người đoạt giải Nobel giữa năm 1901 và 2000

Từ năm 2014, việc bán huy chương Nobel trở nên phổ thông. Cho tới giờ 8 huy chương đã được bán kể từ đó. Cũng về giải Nobel Hoà bình, tấm huy chương của người Bỉ Auguste Beernaert (được trao năm 1909) đã đạt tới giá 661 nghìn đô la và huy chương Nobel của Carlos Saavedra Lamas, người Argentina, nhận năm 1936, thậm chí đã tìm được người mua với giá kỷ lục 1,16 triệu đô la.
Kỷ lục hiện nay là huy chương của James Watson, người Mỹ được nhận giải nobel Y học năm 1962 cho những phát hiện ra cấu trúc DNA. Ông đã bán được tấm huy chương Nobel của mình với giá 4,76 triệu đô la Mỹ vào tháng 12/2014. Trong khi đó chỉ trước đó có 20 tháng, những người được thừa kế của nhà khoa học Anh Francis Crick, nhận chung Nobel Y học với James Watson, lại chỉ bán được tấm huy chương với giá chưa bằng một nửa.

## Những tranh cãi và phê bình

### Những người nhận gây tranh cãi
Trong những lời chỉ trích, Ủy ban Nobel đã bị cáo buộc là có những chương trình nghị sự mang tính chất chính trị hoặc bỏ qua những người xứng đáng. Họ cũng bị cáo buộc bởi chủ nghĩa trung dung châu Âu, nhất là trong Giải Nobel Văn học.

#### Giải Nobel Hòa bình

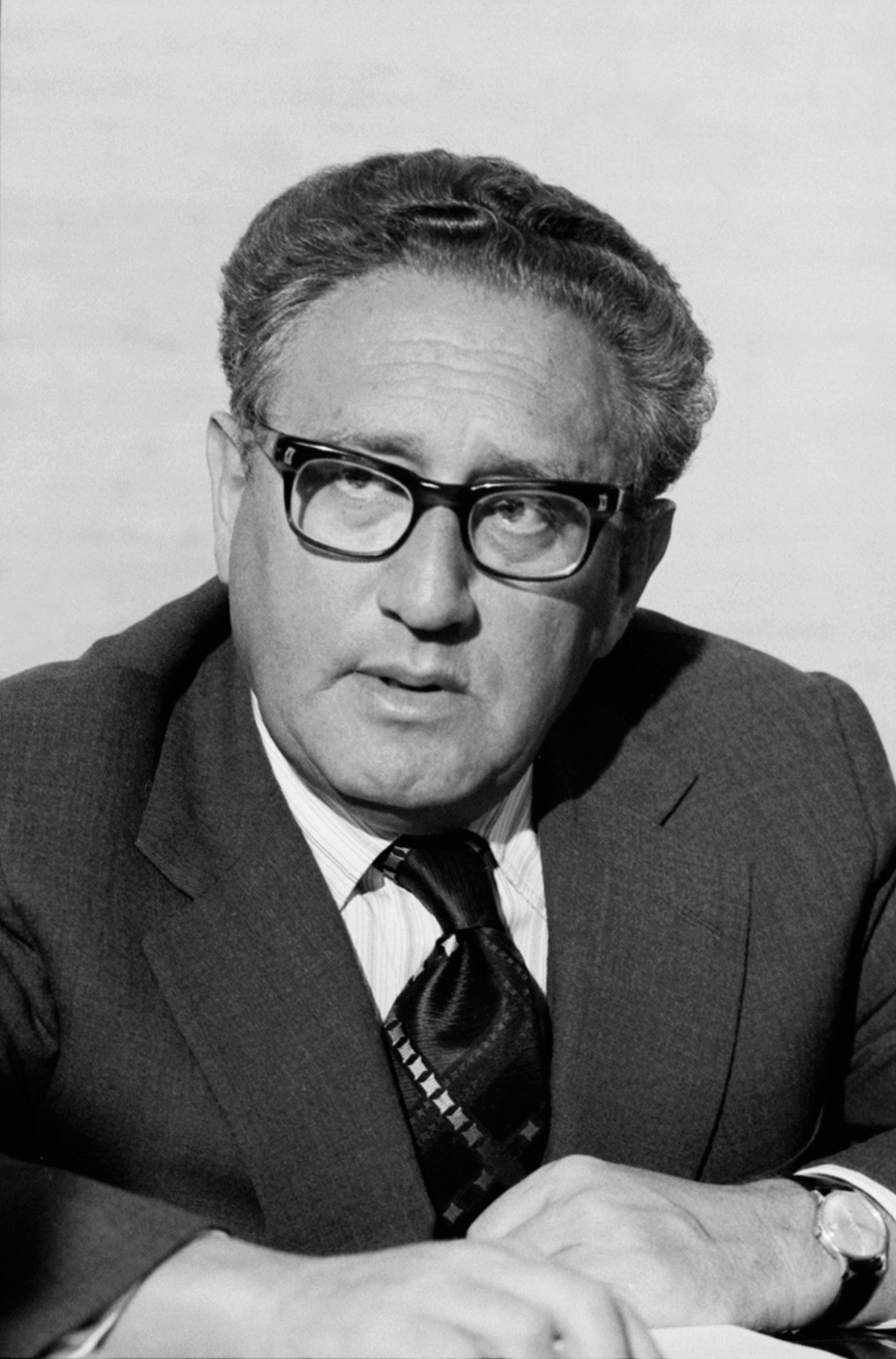
Giải Nobel Hòa bình của Kissinger là một trong những giải Nobel Hòa bình gây tranh cãi nhất

Một trong những trường hợp bị chỉ trích nhiều nhất là giải thưởng của Henry Kissinger và Lê Đức Thọ. Những tranh cãi nãy đã dẫn đến sự ra đi của nhiều thành viên của Ủy ban Nobel Na Uy. Lê Đức Thọ đã từ chối nhận giải. Cả Lê Đức Thọ và Kissinger đều được nhận giải vì những nỗ lực chấm dứt chiến tranh giữa Bắc Việt và Hoa Kỳ vào tháng 1 năm 1973. Tuy nhiên, khi giải thưởng của hai ông được tuyên bố, tất cả các bên liên quan đến chiến tranh Việt Nam đều bị kéo vào vòng chiến tranh. Nhiều ý kiến chỉ trích cho rằng Kissinger không phải là một người kiến tạo hòa bình mà là một người mở rộng cuộc chiến tranh.
Yasser Arafat, Shimon Peres và Yitzhak Rabin được trao giải Nobel Hòa bình vào năm 1994 trong những nỗ lực kiến tạo hòa bình giữa Israel và Palestine. Tức thì sau khi giải thưởng được tuyên bố, một trong năm thành viên của Ủy ban Nobel Na Uy đã cáo buộc Arafat là một tên khủng bố và xin từ chức. Những mối nghi ngờ mới về Arafat đã được lan truyền trên các trang báo phổ biến.

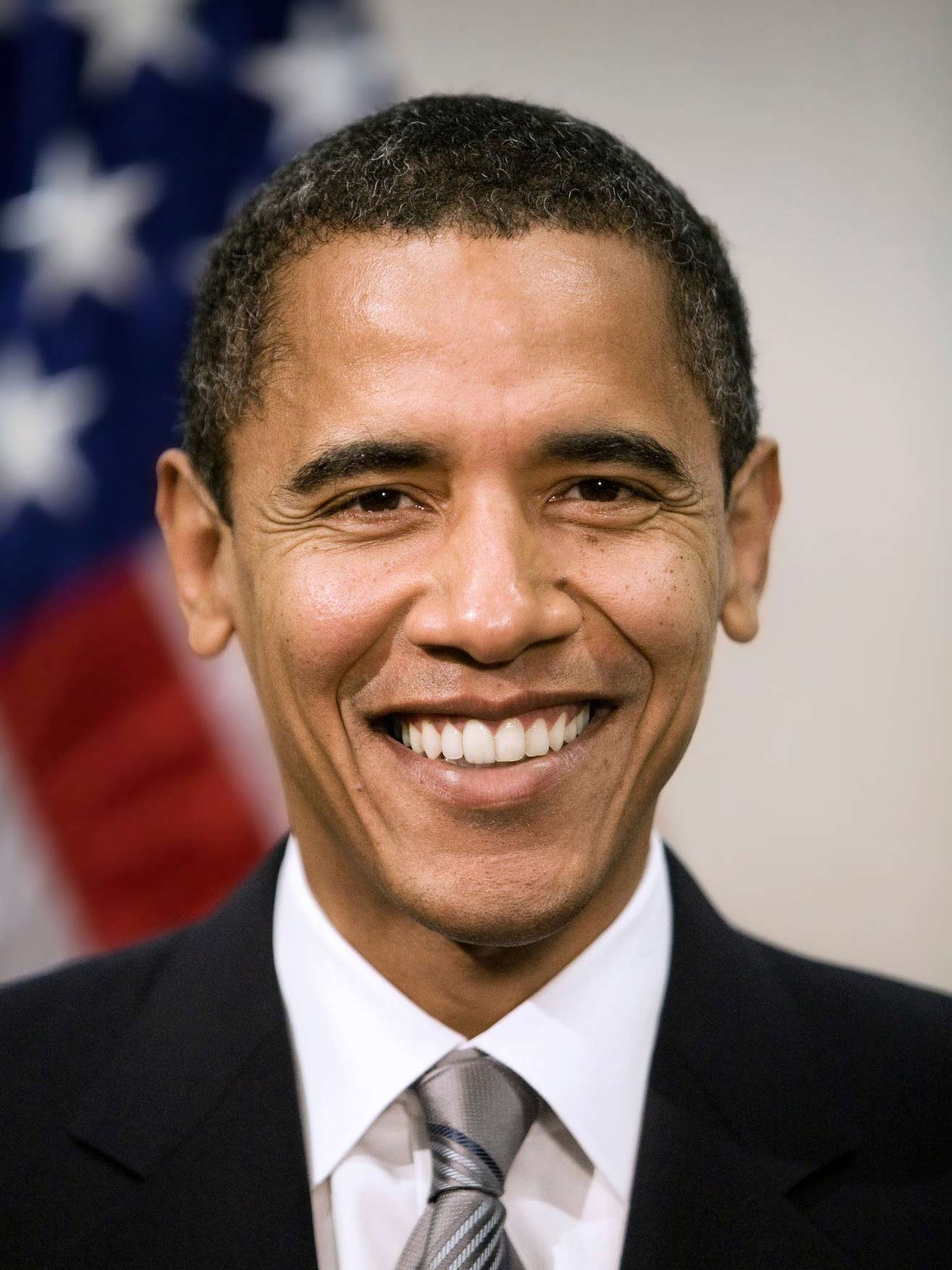
Obama là vị Tổng thống Mỹ được nhận Giải Nobel Hòa bình năm 2009. Giải thưởng của ông gây nhiều tranh cãi

Một sự chỉ trích khác nhằm vào giải Nobel Hòa bình của Barack Obama vào năm 2009. Quyết định trao giải thưởng cho vị Tổng thống Mỹ da màu đầu tiên được đưa ra chỉ sau 7 ngày Obama nhậm chức, nhưng thực sự thì việc trao giải phải diễn ra 8 tháng sau đó. Obama tuyên bố ông không cảm thấy xứng đáng với giải thưởng này. Chuyện này đã gây ra hai luồng ý kiến khác nhau: một số người cho rằng Obama xứng đáng, số khác thì cho rằng ông chưa đạt được thành tựu nào để xứng đáng với điều đó như là một sự tưởng thưởng. Giải Nobel của ông, như của Jimmy Carter và Al Gore đã thúc đẩy sự những tố cáo của những người cánh tả.

#### Giải Nobel Văn học
Giải thưởng năm 2004 được trao cho Elfriede Jelinek và nó đã gây ra một sự phản đối từ một thành viên của Viện hàn lâm Thụy Điển, Knut Ahnlund. Ông này quyết định từ chức, viện cớ rằng những ngôn từ của Jelinek là "một mớ văn bản được xúc vào mà không có các cấu trúc nghệ thuật". Giải thưởng năm 2009 dành cho Herta Müller cũng gây ra sự chỉ trích. Theo The Washington Post, những nhà phê bình và giáo sư người Mỹ đã trở nên ngu dốt vì tác phẩm của bà. Nó làm cho những nhà phê bình đó giải thưởng mang tính chất chủ nghĩa trung dung châu Âu.

#### Giải Nobel dành cho khoa học
Năm 1948, nhà thần kinh học António Egas Moniz nhận Giải Nobel Sinh lý và Y khoa cho những phát triển của ông cho phẫu thuật tủy não. Năm trước, Walter Jackson Freeman II đã phát triển lĩnh vực này bằng một giải pháp nhanh hơn và dễ dàng hơn. Một phần của vấn đề là do khi công bố rộng rãi quy trình ban đầu, nó đã được mà không có sự cân nhắc xứng đáng hay sự quan tâm của đạo đức y học hiện đại. Có một sự thực được chứng thực bởi các ấn phẩm có ảnh hưởng như The New England Journal of Medicine rằng phẫu thuật tủy não đã được phổ biến khi có đến 5000 ca phẫu thuật trong vòng 3 năm và các ca này đều sử dụng phương pháp của Moniz.

### Những thành tựu đã bị bỏ qua

#### Giải Nobel Hòa bình

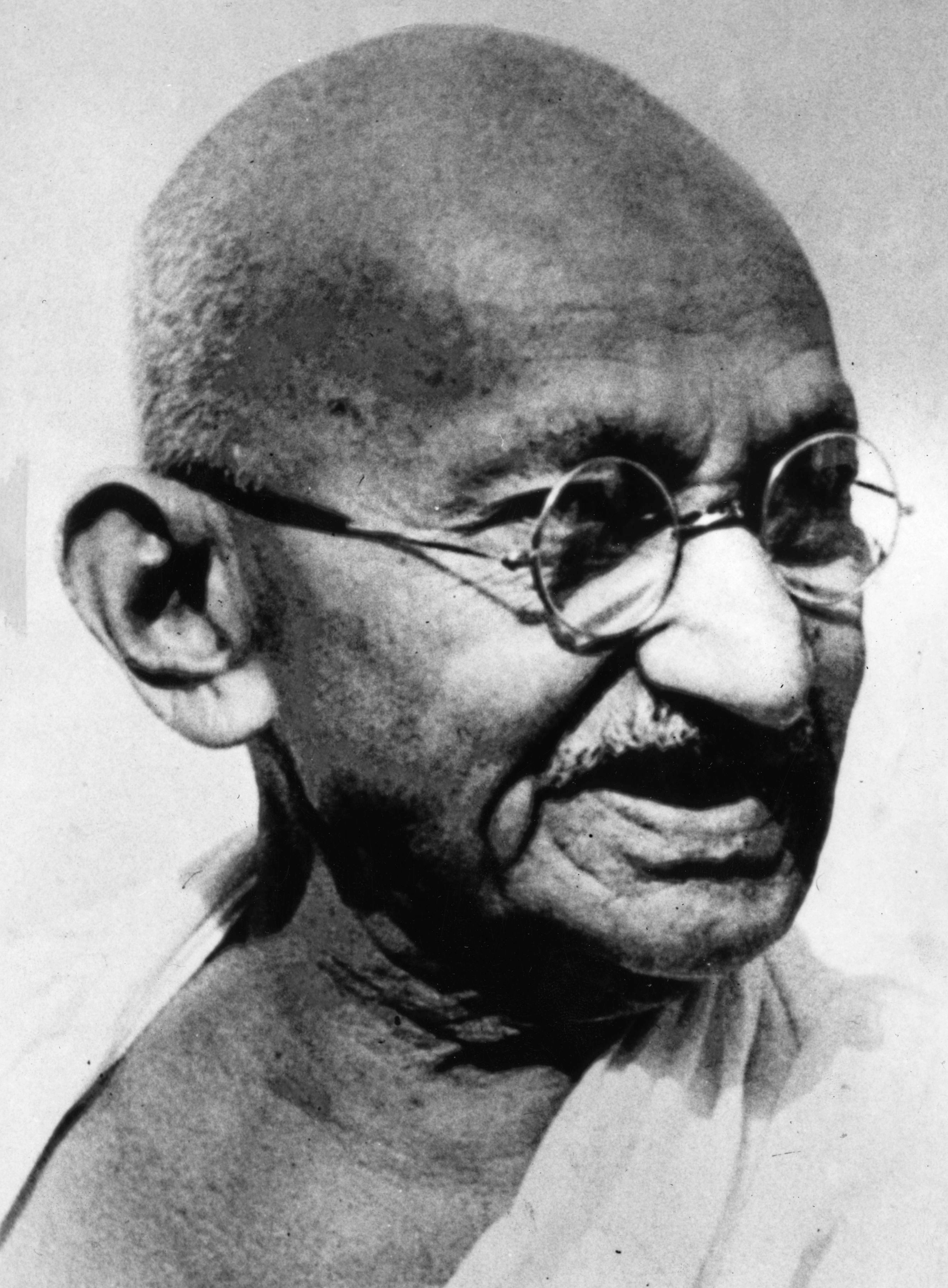
Gandhi xứng đáng được nhận Giải Nobel Hòa bình. Đáng tiếc là điều đó không xảy ra

Ủy ban Nobel Na Uy đã xác nhận rằng Mahatma Gandhi xứng đáng là người được nhận giải thưởng Nobel Hòa bình trong các năm 1937–1939 và 1947. Sự xác nhận cuối cùng chỉ diễn ra vài ngày trước khi người anh hùng dân tộc của Ấn Độ bị ám sát vào ngày 30 tháng 1 năm 1948. Sau đó, Ủy ban trên đã xác nhận Gandhi đã không được nhận giải thưởng. Geir Lundestad, thư ký của Ủy ban vào năm 2006, đã nói rằng:
| “ | Sự bỏ sót lớn nhất trong vòng 106 năm của lịch sử giải thưởng rõ ràng là việc Mahatma Gandhi không được nhận Giải Nobel. Gandhi có thể làm mà không có giải thưởng. Có không việc Ủy ban Nobel hoạt động không có Gandhi là một câu hỏi | ” |

Năm 1948, khi Gandhi qua đời, Ủy ban Nobel Na Uy đã từ chối ý định trao giải với ý rằng "không ứng viên nào xứng đáng" trong năm đó. Sau đó, khi Đạt Lai Lạt Ma thứ 14 được trao Giải Nobel Hòa bình vào năm 1989, chủ tịch của ủy ban đã nói rằng "đó là một sự tri ân dành cho Mahatma Gandhi".
Ngoài ra, có rất nhiều trường hợp khác đã bị bỏ qua. Theo Foreign Policy, những trường hợp như vậy gồm Eleanor Roosevelt, Václav Havel, Ken Saro-Wiwa, Sari Nusseibeh và Corazon Aquino, những người mà "không bao giờ được trao giải, nhưng họ xứng đáng".

## Thống kê
- Người trẻ nhất giành giải Nobel:

Malala Yousafzai; ở tuổi 17, nhận Giải Nobel Hòa bình (2014).
- Người già nhất giành giải Nobel:

John B. Goodenough; ở tuổi 97, nhận Giải Nobel Hóa học (2019).

## Sách tham khảo
- Abrams, Irwin (2001). The Nobel Peace Prize and the Laureates. Watson Publishing International. ISBN 0-88135-388-4.
- Crawford, Elizabeth T (1984). The Beginnings of the Nobel Institution – The Science Prizes, 1901–1915 . Maison des Sciences de l'Homme & Cambridge University Press. ISBN 0-521-26584-3.
- Feldman, Burton (2001). The Nobel prize: a history of genius, controversy, and prestige. Arcade Publishing. ISBN 1-55970-592-2.
- Gribbin, John (1985). In Search of Schrödinger's Cat: Quantum Physics and Reality. Corgi. ISBN 0-552-12555-5.
- Jones, Brenn (2003). Learning about love from the life of Mother Teresa. PowerKids Press. ISBN 0-8239-5777-2.
- Levinovitz, Agneta Wallin (2001). Nils Ringertz (biên tập). The Nobel Prize: The First 100 Years. Imperial College Press và World Scientific Publishing. ISBN 981-02-4664-1.
- Leroy, Francis (2003). A century of Nobel Prizes recipients: chemistry, physics, and medicine. CRC Press. ISBN 0-8247-0876-8.
- Shalev, Baruch Aba (2005). 100 years of Nobel prizes . The Americas Group. ISBN 978-0-935047-37-0.
- Sohlman, Ragnar (1983). The Legacy of Alfred Nobel – The Story Behind the Nobel Prizes. The Nobel Foundation.
- Söderlind, Ulrica (2010). The Nobel Banquet. World Scientific Publishing.
- Wilhelm, Peter (1983). The Nobel Prize. Springwood Books. ISBN 978-0-86254-111-8.